# 1-Okten-3-ol
1-Okten-3-ol' (oktenol, alkohol pečurki) privlači insekte poput komaraca. Ovaj alkohol je prisutan u ljudskom dahu i znoju. Nekad se smatralo da repelant insekata DEET deluje putem blokiranja oktenolnog receptora insekata. Oktenol se ponekad koristi u kombinaciji sa ugljen-dioksidom za privlačenje insekata kako bi se ubili određenim elektronskim uređajima.

## Spoljašnje veze
|  | Molimo Vas, obratite pažnju na važno upozorenje u vezi sa temama iz oblasti medicine (zdravlja). |